# Kunstgeschichtliches Institut der Johann Wolfgang Goethe-Universität Frankfurt am Main
Das Kunstgeschichtliche Institut der Johann Wolfgang Goethe-Universität Frankfurt ist eine wissenschaftliche Einrichtung zur Lehre und Forschung der Kunstgeschichte, Kunsttheorie und deren Methoden. Die Forschungsschwerpunkte decken Epochen und Stile der bildenden Kunst vom Mittelalter bis zur modernen Kunst in den Gattungen Malerei, Skulptur, Architektur, Buchkunst, Film, Fotografie und Neue Medien ab. Das Institut ist dem Fachbereich 09 Sprach- und Kulturwissenschaften zugeordnet. Im WS 2014/15 waren dort 1.828 Personen immatrikuliert.

## Geschichte

### Anfänge des Instituts
Das Institut ging 1915, ein Jahr nach Gründung der Universität, aus diversen Einrichtungen wie der Akademie für Sozial- und Handelswissenschaften hervor. Zunächst hatte es seinen Sitz in den Räumen des Städel, mit dessen Bibliothek bis heute eine Kooperation besteht. Als erster Honorarprofessor wurde der damalige Direktor des Städel, Georg Swarzenski, ernannt. Erste Schwerpunkte waren die Lehre in Geschichte der Architektur und Bauplastik sowie die Erforschung der bis dahin noch wenig bekannten Kunst am Mittelrhein in Anlehnung an Goethes kunstkritische Schriften „Über Kunst und Alterthum in den Rhein- und Mayn-Gegenden“.
Erster Lehrstuhlinhaber am Institut wurde Rudolf Kautzsch, der während seiner dortigen Lehrtätigkeit zur mittelalterlichen Buchkunst und zur Geschichte des spätantiken Kapitells publizierte. Er machte sich für eine stärkere Anknüpfung der Kunstforschung an die Methoden der Naturwissenschaften stark.
Nach dem Ersten Weltkrieg wuchs die Zahl der Studierenden auf fast 30 an.
Von Hans Jantzen wurde ein weiteres Hauptthema, die Morphologie des Kapitells in der mittelalterlichen Baugeschichte, am Institut erforscht. Die Grundthese der diaphanen Wandstruktur vervollkommnete er während seiner Zeit in Frankfurt.
Albert Erich Brinckmann wurde 1935 im Rahmen des sog. Ringtauschs von Berlin an die durch Maßregelungen der Nationalsozialisten von Schließung bedrohte Universität Frankfurt versetzt. Bis zu seiner Emeritierung 1946 publizierte er am Institut einige seiner Hauptwerke zur Barockforschung und grundlegende Werke zur Urbanistik. Die von ihm stets vertretene humanistische Haltung und die damit einhergehenden Ablehnung einer Ideologie der „reinen Rasse“ brachten ihm eine Reihe politischer Gegner ein. Die drohende KZ-Haft konnte er nur mit großer Mühe abwenden. Unter Brinckmann wurden schon einige Veranstaltungen in Bockenheim, dem Kerngebiet der Universität, abgehalten. Somit wurde es nötig, vor Ort einen Literaturapparat anzulegen, der ab 1941 den Grundstock für den Aufbau einer Handbibliothek bildete. Schnell wuchs der Bestand auf über 4.000 Titel und eine eigene Diathek an.

### Nach dem Zweiten Weltkrieg
Zur Wiedereröffnung der Universität 1946 meldeten sich 59 Studierende für das Studium der Kunstgeschichte an. Unter Herbert von Einem zog das Institut komplett nach Bockenheim um, da im Wiederaufbau des Städel keine Räume mehr für das Institut vorgesehen waren.
Im Jahre 1947 wurde Harald Keller als Leiter des Instituts berufen, der einen engen Anschluss an die Klassische Archäologie durchsetzte. Die von ihm berufenen Hochschullehrer gingen alle aus den beiden kunsthistorischen Forschungseinrichtungen der Max-Planck-Gesellschaft, der Bibliotheca Hertziana in Rom und dem Kunsthistorischen Institut in Florenz hervor. In den 1960er Jahren strebte Keller eine Verfeinerung der Detailanalyse durch die Öffnung zu den Disziplinen der Philosophie und Soziologie an, die auch in Gemeinschaftsveranstaltungen mit Theodor W. Adorno zum Ausdruck kam.
1960 zog das Institut in das von Ferdinand Kramer entworfene Philosophicum in die Gräfstraße.
In den 1970er Jahren wurde die Kunstgeschichte unter dem neu geschaffenen Fachbereich 09 – Sprach- und Kulturwissenschaften zusammengefasst, als dessen Dekan Wolfram Prinz amtierte.
Mit der Hochschulreform und der damit verbundenen Öffnung der Universität stieg die Anzahl der Studienanfänger stetig an. 1980 zählte das Institut 538 Immatrikulierte, einige Jahre später schon über 1.000.
Mit dem wachsenden Zustrom Studierender wurde die räumliche Situation im Philosophicum in der Gräfstraße untragbar, weshalb das Institut 1991 in angemietete Räume im Hausener Weg im Stadtteil Hausen umziehen musste.
Mit der Einrichtung der Professur für Architekturgeschichte und der Besetzung mit Professor Carsten Ruhl im Jahr 2013 erhielt das Institut einen starken Schwerpunkt in eben diesem Bereich, was sich auch in dem hier angesiedelten LOEWE-Schwerpunkt „Architekturen des Ordnens. Praktiken und Diskurse zwischen Entwerfen und Wissen“ widerspiegelt (Laufzeit: 2020–2023).

### Umzug 2009
2009 zog das Institut nach Bockenheim zurück. Nach dem Umzug von Teilen der Universität auf den Campus Westend und Riedberg, bezog das Institut freigewordene Räume im dortigen Juridicum und der angeschlossenen Fachbereichsbibliothek, dem früheren Juristischen Seminar. 2022 wurde das Institut auf den Campus Westend Geb. SKW umgezogen.

## Forschungsprojekte (in Auswahl, chronologische Reihenfolge)
- Forschungsprojekt der Fritz Thyssen Stiftung: „Werkgenese im venezianischen Quattrocento. Die Malerwerkstätten der Vivarini“ (2014–2015)
- „Die Porträtsammlung der Frankfurter Patrizierfamilie Holzhausen (Gemälde und Druckgraphik) aus kunst- und kulturhistorischer Sicht“ (seit 2018)
- Gerda Henkel-Stiftung: „Violence imagery in late Medieval Germany: Rhetoric and response forms in visual representations of martyrdom and the Passion“
- „Handverlesen. Künstlerbücher und Pressendrucke aus der Sammlung der Universitätsbibliothek Johann Christian Senckenberg“
- Das Kunstwerk zwischen zwei Buchdeckeln

Von der Deutschen Forschungsgemeinschaft geförderte Projekte:
- Graduiertenkolleg „Psychische Energien bildender Kunst“ (1996–2004)[5]
- Sandrart.net. Eine netzbasierte Forschungsplattform zur Kunst- und Kulturgeschichte des 17. Jahrhunderts (2007–2014)[6]
- „Mittelalterliche Retabel in Hessen“ (2011–2017)[7]
- „Auf eine Seite – Die Verbindung von Mode und Kunst in Künstler- und Modezeitschriften des 20. Jahrhunderts“ (2012–2016)[8]
- „Praktiken der Ähnlichkeitserzeugung in der neueren europäischen Architektur“, Forschergruppe Medien & Mimesis (2013–2017)[9]
- „Durchgang. Geschichte und Theorie transitorischer Räume“ (seit 2017)[10]

## Veröffentlichungen
Ab Band 1 (1957) bis 5 (1978) erschien die vom Institut herausgegebene Schriftenreihe Frankfurter Forschungen zur Architekturgeschichte. Abgelöst wurde sie durch die Reihe Frankfurter Forschungen zur Kunst mit Band 6 (1977) bis 18 (1984). Von 1982 bis 2002 gab das Institut in 18 Bänden die Schriftenreihe Frankfurter Fundamente der Kunstgeschichte (ISSN 0175-3517) heraus.
2005 startete unter dem Titel Neue Frankfurter Forschungen zur Kunst im Verlag Gebr. Mann die noch aktuelle Schriftenreihe des Instituts, die bis heute 23 Bände umfasst.

## Professoren
|  |  |  |  |  | - Hans Aurenhammer (seit 2008) - Herbert Beck (Honorarprofessur seit 1991) - Kristin Böse (seit 2018) - Martin Büchsel (1996–2017) - Albert Erich Brinckmann (1935–1946) - Peter Cornelius Claussen (1983–1987) - Herbert Dellwing (Apl. seit 1991) - Gerhard Eimer (1973–1996) | - Herbert von Einem (1946–1947) - Mechthild Fend (seit 2020) - Christian Freigang (2003–2012) - Susanne Gaensheimer (Honorarprofessur seit 2016) - Stefan Germer (1995–1998) - Hubertus Günther (1988–1991) - Klaus Herding (1993–2005) - Ernst Holzinger (Honorarprofessor ab 1947) - Hans Jantzen (1931–1935) | - Rudolf Kautzsch (1915–1930) - Harald Keller (1948–1971) - Gottfried Kerscher - Thomas Kirchner (2002–2014) - Joseph Leo Koerner (1999–2000) - Antje Krause-Wahl (Heisenberg-Professur seit 2021) - Ursula Nilgen (1982) - Alessandro Nova (1994–2006, Honorarprofessur seit 2006) - Regine Prange (seit 2001) | - Wolfram Prinz (1971–1994) - Carsten Ruhl (seit 2013) - Jochen Sander (Städel-Kooperationsprofessur seit 2008) - Lieselotte E. Saurma (1992–1995) - Wilhelm Schlink (1975–1979) - Ulrich Schneider (Honorarprofessur seit 2004) - Christian Spies (2015–2017) - Gerd Weiß (Honorarprofessur seit 2002) - Barbara Wittmann (2016–2018) |  |

## Wissenschaftliche Mitarbeiter
|  |  |  |  |  | - Helen Barr - Kurt Bauch (1932–1933) - Ernst Benkard (1927–1938) - Matthias Bleyl - Daniela Bohde (2002–2008) - Leo Bruhns (1920–1924) - Markus Dauss (2006–2016) | - Henning Engelke (2004–2015) - Ralf Michael Fischer (2001–2009) - Bettina Güdelhöfer - Kilian Heck (2002–2008) - Erich Herzog (1948–?) - Stefanie Heraeus - Sigrid Hofer (1990–1998) | - Christoph Jobst (1990–1995) - Henry Keazor (1999–2005) - Ulrike Kern - Tanja Michalsky (1995–2001) - Kathrin Müller (2009–2016) - Rebecca Müller (2005–2017) - Joanna Olchawa (2018–2024) | - Walter Paatz (1936–1941) - Thomas Röske (1993–1999) - Julia Saviello - Florian Schmidt (2016–2021) - Peter Schmidt (1998–2005) - Otto Schmitt (1915–1919) - Anna Schreurs (1996–2005) | - Berit Wagner (2008–2021) - Iris Wien (2006–2012) - Gregor Wedekind (2002–2003) - Friederike Wille (1996–1998) - Thorsten Wübbena (2000–2019) |

## Studenten
|  |  |  | - Uwe Albrecht (Promotion 1982) - Erna Auerbach - Reinhard Bentmann (Promotion 1971, „Die Ausstattung der Villa Barbero in Maser“) - Andreas Beyer (Promotion 1985) - Evelyn Brockhoff (Promotion 1987, „Johann Friedrich Christian Hess, Stadtbaumeister des Klassizismus in Frankfurt am Main von 1816–1845“) - Herbert Dellwing - Lilli Fischel (Promotion 1923, „Mittelrheinische Plastik des 14. Jahrhunderts“) - Werner Fleischhauer | - Arthur Galliner (Promotion 1918) - Oswald Goetz (Promotion 1921, „François de Cuvilliés : Ein Beitrag zur Geschichte der süddeutschen Ornamentik im 18. Jahrhundert“) - Hildebrand Gurlitt (Promotion 1924 mit einer Arbeit über die Baugeschichte der Katharinenkirche in Oppenheim) - Hanno Hahn (Promotion 1953, „Frühe Kirchenbaukunst der Zisterzienser“ im 12. Jahrhundert, am Beispiel von Kloster Eberbach im Rheingau) - Kilian Heck - Max Herchenröder (Promotion 1929, „Joseph Greissing als Vorarlberger Baumeister. Ein Beitrag zur fränkischen Künstlergeschichte.“) - Tom Holert (Promotion 1995, „Künstlerwissen. Studien zur Semantik künstlerischer Kompetenz im Frankreich des 18. und frühen 19. Jahrhunderts“) | - Rosy Kahn (Promotion 1917, „Die frühen Stiche des Lucas van Leyden in ihrem Verhältnis zur niederländischen Kunst“) - Trude Krautheimer-Hess (Promotion 1928, „Die figurale Plastik der Ostlombardei von 1100 bis 1178“) - Wolfgang Liebenwein (Promotion 1974, „Studiolo: die Entstehung eines Raumtyps und seine Entwicklung bis um 1600“) - Michael Müller (Promotion 1974, „Die Verdrängung des Ornaments“) - Wolfgang Schöne (Promotion 1938, „Dieric Bouts und seine Schule“) - Günter Urban (Promotion 1953, „Der Vierungsturm bis zum Ende des romanischen Stils – unter Berücksichtigung der deutschen Entwicklung“) - Peter Volk (Promotion 1964) |